# Tempo Land Rover 80
Der Tempo Land Rover 80  ist ein Geländewagen von Vidal & Sohn Tempo-Werk in Hamburg-Harburg. Der Wagen ist ein abgewandelter Lizenznachbau des Land Rover Series.

## Entwicklung
Der Lizenzbau entstand, nachdem Oscar Vidal von der Ausschreibung des Bundesgrenzschutzes für einen Geländewagen erfahren hatte. Kurzfristige Eigenentwicklungen waren in den 1950er Jahren nicht zu verwirklichen. Da Belieferungen von Land-Rover-Fahrzeugen aus Solihul wegen der damals langen Lieferfristen nicht möglich waren, bewarb sich das Tempowerk um 250 Lizenznachbauten. Nach der Vertragsunterzeichnung konnte der Nachbau des seit 1948 gefertigten Typ 80 von Land Rover beginnen. Die gesamte Technik wurde aus England zugeliefert, während das Chassis und der Aufbau im Hamburger Karosseriewerk Vidal hergestellt wurde. Dieses Werk stand unter der Leitung des Bruders von Oscar Vidal. Herbert Vidal änderte auf Wunsch des Bundesgrenzschutzes die Außenbeplankung auf Stahl, die gegenüber dem englischen Aluaufbau auch rund 100 mm höher ausgeführt wurde. Außerdem wurden zwei Staufächer ganz vorne im Kotflügel untergebracht und mit Laschen gesichert. Eine weitere Änderung gegenüber dem Original war die Ersatzradhalterung am Heck des Fahrzeuges. Die Einfüllöffnung des Tanks wurde bei einigen Fahrzeugen ans Heckblech verlegt; ursprünglich lag sie unter dem Sitzkissen des linken Sitzes. Die hintere Sitzbank konnte nach Vorklappen des Beifahrersitzes erreicht werden. Hier fanden vier Personen Platz, zusätzlich zu Fahrer und Beifahrer. Gewehrhalterungen waren zum Heckblech hin dort ebenfalls untergebracht. Der Wagen wurde 1953 nach 100 gebauten Fahrzeugen vom Tempo Land Rover 86 abgelöst.

## Technische Daten
| Fahrzeugtyp            | LR 80                                                       |                                                             |
| ---------------------- | ----------------------------------------------------------- | ----------------------------------------------------------- |
| Bauzeitraum            | 1953–1953                                                   | 1953–1953                                                   |
| Motor                  | Viertakt-Ottomotor Motorblock und Zylinderkopf aus Grauguss | Viertakt-Ottomotor Motorblock und Zylinderkopf aus Grauguss |
| Hubraum                | 1595 cm³                                                    | 1595 cm³                                                    |
| Bohrung × Hub          | 69,5 mm × 105 mm                                            | 69,5 mm × 105 mm                                            |
| Vergaser               | Solex                                                       | Solex                                                       |
| Verdichtung            | 6,8 : 1                                                     | 6,8 : 1                                                     |
| max. Leistung          | 37 kW (50 PS) bei 4000/min                                  | 37 kW (50 PS) bei 4000/min                                  |
| max. Drehmoment        | 108 Nm bei 2000/min                                         | 108 Nm bei 2000/min                                         |
| Antrieb                | Viergang-Schaltgetriebe, zuschaltbarer Allradantrieb        | Viergang-Schaltgetriebe, zuschaltbarer Allradantrieb        |
| Karosserie             | Ganzstahlkarosserie auf Kastenrahmen                        | Ganzstahlkarosserie auf Kastenrahmen                        |
| Radaufhängung          | Starrachse mit Längsblattfedern vorn und hinten             | Starrachse mit Längsblattfedern vorn und hinten             |
| Lenkung                | Schnecke mit Rollfinger                                     | Schnecke mit Rollfinger                                     |
| Bremsen                | Trommeln hydraulisch betätigt                               | Trommeln hydraulisch betätigt                               |
| Bereifung              | 6.00 -16 ; 5.0 16 Felge                                     | 6.00 -16 ; 5.0 16 Felge                                     |
| Radstand               | 2030 mm                                                     | 2030 mm                                                     |
| Maße L × B × H         | 3350 mm × 1550 mm × 1790 mm                                 | 3350 mm × 1550 mm × 1790 mm                                 |
| Leergewicht (getankt): | 1174 kg                                                     | 1174 kg                                                     |
| Zuladung               | 451 kg                                                      | 451 kg                                                      |
| Höchstgeschwindigkeit  | 95 km/h                                                     | 95 km/h                                                     |
| Kraftstofftank         | 40 Liter                                                    | 40 Liter                                                    |
| Stückzahl              | 100                                                         | 100                                                         |